# Projekt robót geologicznych
Projekt robót geologicznych – dokument określający cel i zasady prowadzenia robót geologicznych. 

## Ramy projektu
Sporządzenie projektu jest obowiązkowe, z wyjątkiem wykonywania robót geologicznych na potrzeby ruchu zakładu górniczego. Projekt robót geologicznych określa w szczególności:
1. cel zamierzonych robót oraz sposób jego osiągnięcia;
2. rodzaj dokumentacji geologicznej mającej powstać w wyniku robót geologicznych;
3. harmonogram robót geologicznych;
4. przestrzeń, w obrębie której mają być wykonywane roboty geologiczne;
5. przedsięwzięcia konieczne ze względu na ochronę środowiska, w tym wód podziemnych, sposób likwidacji wyrobisk, otworów wiertniczych, rekultywacji gruntów, a także czynności mające na celu zapobieżenie szkodom powstałym wskutek wykonywania zamierzonych robót.

Materię tę reguluje Prawo geologiczne i górnicze, a także rozporządzenie Ministra Środowiska z dnia 20 grudnia 2011 w sprawie szczegółowych wymagań dotyczących projektów robót geologicznych, w tym robót, których wykonywanie wymaga uzyskania koncesji.

## Zatwierdzanie projektu robót geologicznych
Jeśli roboty geologiczne nie wymagają pozyskania koncesji na poszukiwanie lub rozpoznawanie złoża kopaliny, wówczas projekt robót geologicznych podlega zatwierdzeniu przez właściwy organ administracji geologicznej. Zatwierdzenie to następuje w drodze decyzji, na okres nie dłuższy niż 5 lat, zaś poprzedzone jest opinią wójta (burmistrza, prezydenta miasta) gminy,  na obszarze której roboty będą wykonywane. Stronami postępowania administracyjnego w sprawie zatwierdzenia projektu robót są właściciele oraz użytkownicy wieczyści nieruchomości gruntowych, w granicach których roboty będą wykonywane. Właścicielom (użytkownikom wieczystym) gruntów położonych poza tym terenem status strony w tym postępowaniu nie przysługuje (art. 41 ust. 2 w zw. z art. 80 ust. 3 PGG).